# Florian von Lorch

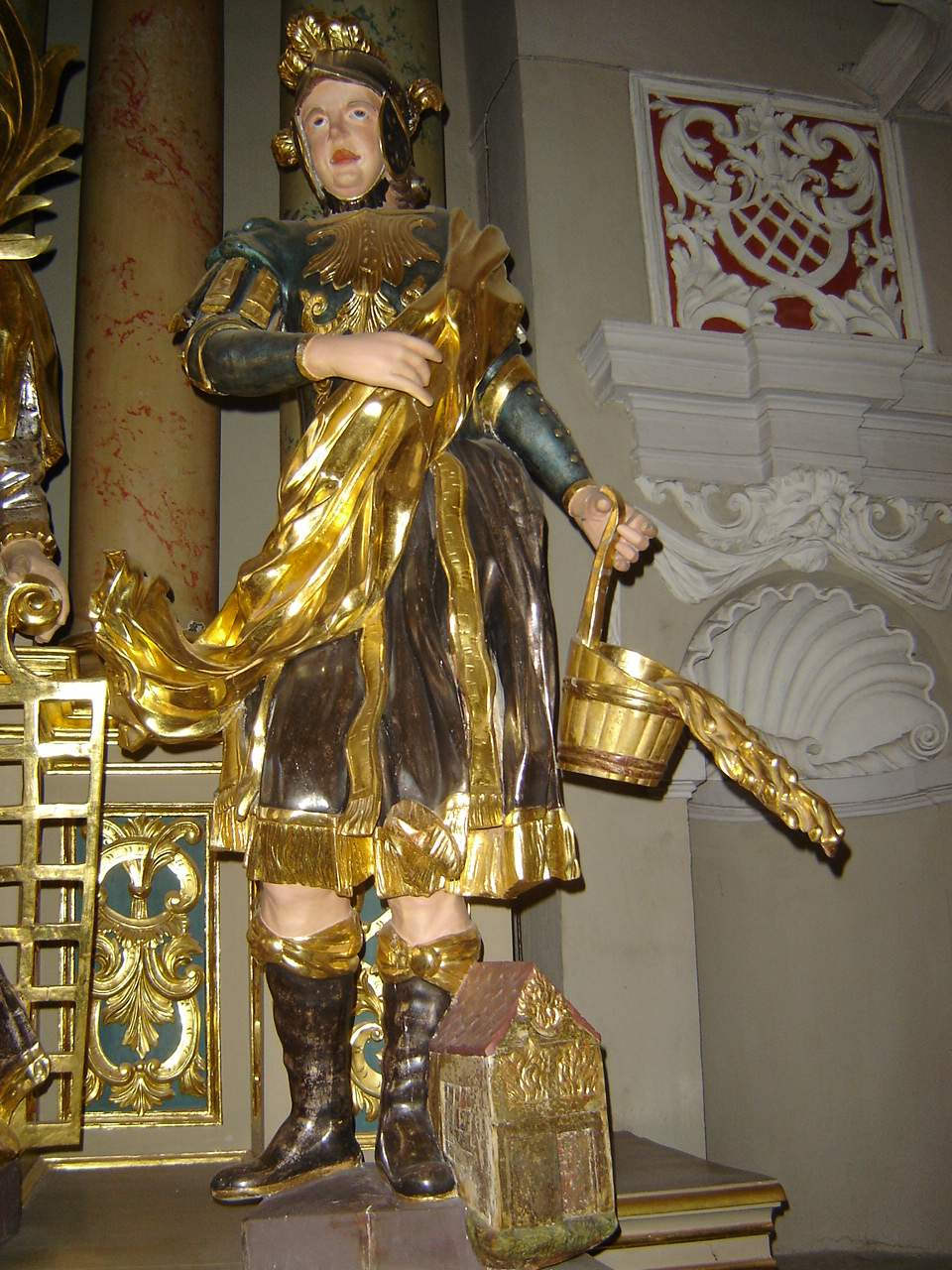
Typische Darstellung von St. Florian mit Löscheimer

Florian von Lorch (* 3. Jahrhundert; † 4. Mai 304 in Lauriacum, dem heutigen Lorch in Enns, Oberösterreich) war Leiter der römischen Zivilverwaltung in Lauriacum. Er wird in der katholischen und orthodoxen Kirche als Heiliger verehrt.

## Legende

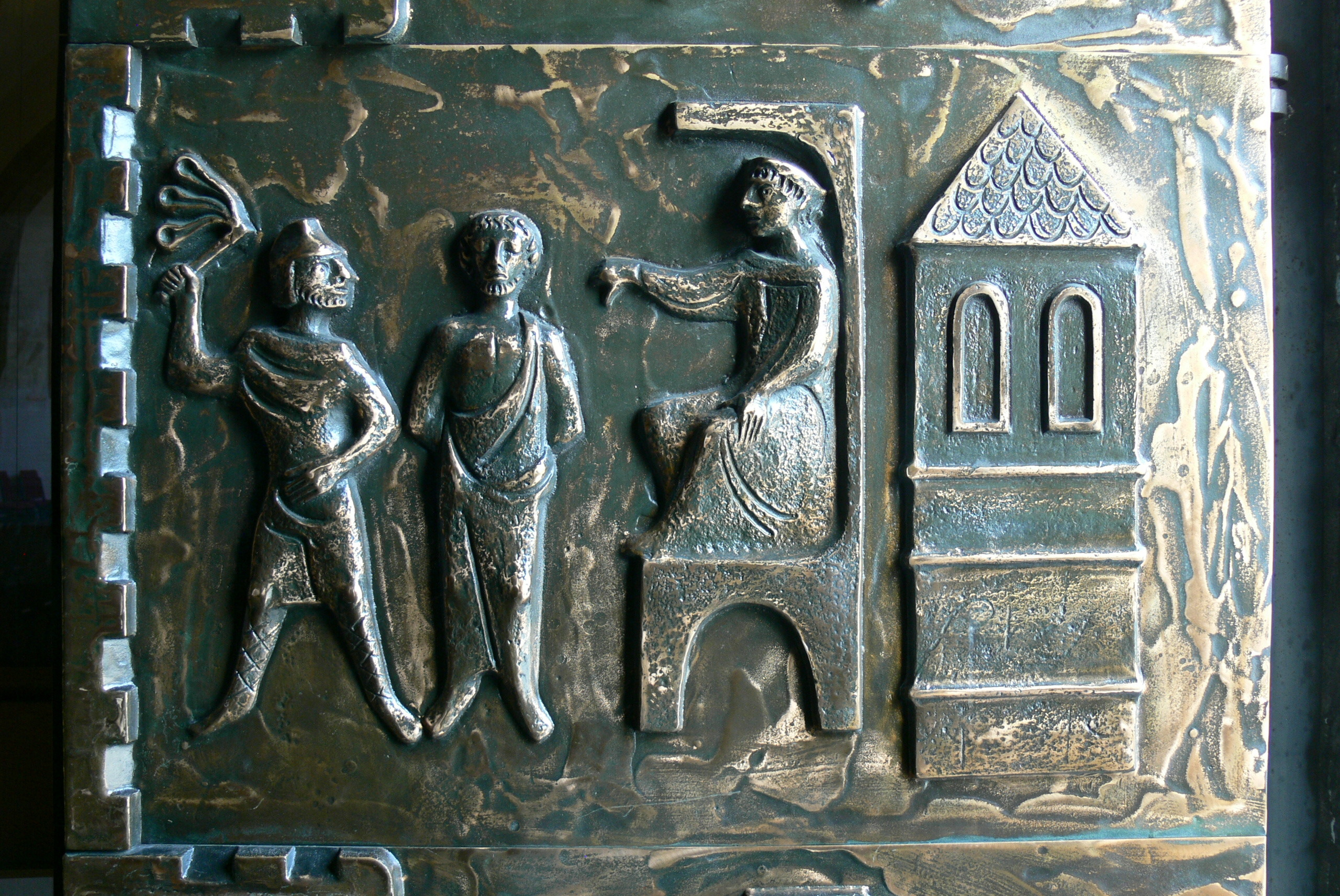
Verurteilung des hl. Florian. Detail des Florianstors der Laurentius-Basilika in Lorch

Brückensturz des hl. Florian. Detail: Deckenfresko Stiftsbasilika St. Florian

In der Passio Floriani aus dem späten 8. oder frühen 9. Jahrhundert sind die Ereignisse seines Märtyrertodes beschrieben. Florian von Lorch war ein pensionierter Kanzleivorstand und lebte in Aelium Cetium (Sankt Pölten). In der Zeit der Christenverfolgung, als Kaiser Diokletian 303–304 vier Edikte gegen die Christen erließ, kam Statthalter Aquilinus nach Lauriacum (das heutige Lorch in Enns), um die Christen auszuforschen.
40 Christen wurden ergriffen und nach vielen Martern eingesperrt. Florian erfuhr davon und eilte nach Lauriacum, um ihnen beizustehen. In Lauriacum wurde er aber von seinen ehemaligen Militärkameraden aufgegriffen und verhaftet, weil er sich als Christ bekannte, und vor den Statthalter Aquilinus geführt. Da er sich weigerte, dem christlichen Glauben abzuschwören, wurde er mit Knüppeln geschlagen und seine Schulterblätter wurden mit geschärften Eisen gebrochen. Schließlich wurde er zum Tode verurteilt. Er sollte bei lebendigem Leibe verbrannt werden. Am Marterpfahl sagte er, wenn sie ihn verbrennen würden, würde er auf den Flammen zum Himmel empor steigen. Die Soldaten scheuten sich nun, ihn zu verbrennen, und er wurde am 4. Mai 304 mit einem Stein um den Hals (später ist daraus ein Mühlstein geworden) von einer Brücke in die Enns gestürzt. Vor seiner Hinrichtung betete Florian eine Stunde, sodass die Soldaten Ehrfurcht erfasste und sie sich scheuten, das Todesurteil zu vollstrecken. Ein wütender junger Mann stieß ihn schließlich von der Brücke hinab in den Fluss. Über seinem Grab entstand später das Stift Sankt Florian.
Acht Jahre nach der Hinrichtung wurde unter Kaiser Konstantin die Glaubensfreiheit zugesichert.

## Passio Floriani
Textkritische Ausgaben der Passio Floriani erhärten folgende geschichtliche Tatsachen:
- Name und Beruf des Märtyrers: Florianus war Amtsvorsteher des Statthalters („princeps officii praesidis“) der Provinz Noricum bzw. (nach Teilung unter Kaiser Diokletian) der Provinz Ufernorikum gewesen. Er war damit höchster Beamter in einem Gebiet, welches unter anderem das heutige Bundesland Salzburg und die Bundesländer Oberösterreich und Niederösterreich südlich der Donau umfasste.
- Ort, Art und Datum des Martyriums: Florian wurde mit einem großen Stein um den Hals von der Ennsbrücke bei Lauriacum in den Fluss gestürzt.

Folgende biographische Aussagen entsprechen wohl ebenfalls historischen Tatsachen:
- Florian wurde als bekennender Christ zu Beginn der allmählich einsetzenden Christenverfolgungen in den ersten Monaten des Jahres 304 aus dem Dienst entlassen[3] und übersiedelte daraufhin nach Aelium Cetium (Sankt Pölten).
- Florian wurde bewusst im Fluss versenkt, damit sein Leichnam womöglich gänzlich verschwinde, um einer späteren (Heiligen-)Verehrung vorzubeugen.[4] Der Wassertod ist kein späterer Textzusatz, sondern deutet auf die Herkunft aus römischer Zeit und weist auf den Osten.[5] Denselben grausamen Tod erlitt nämlich der greise Bischof Quirinus von Siscia in Kroatien, der 308/309 im Güns-Fluss umkam. Der jugendliche Bischof Irenaeus von Sirmium wurde hingegen im Jahr 304 zuerst mit dem Schwert an der Save-Brücke hingerichtet und soll daraufhin in den Fluss geworfen worden sein.

Die Kernaussagen der Passio Floriani finden sich bereits in der erweiterten Fassung des Martyrologium Hieronymianum, die um 627/628 im Kloster Luxeuil in Burgund entstanden sein soll, deren beste Handschrift der aus Metz stammende Codex Bernensis ist. Da den karolingischen Schreibern und Kopisten die Begriffe „ex principe officii praesidis“, „Noricum ripense“ oder „civitas Cetium“ nicht mehr geläufig waren, wie die Schreibfehler in den Handschriften beweisen, und eine Einfügung der Ausdrücke aus hagiographischen Motiven auszuschließen ist, weil sie für die geistliche Botschaft der Erzählung ohne Bedeutung sind, dürften diese Begriffe einem nicht erhaltenen Bericht entnommen worden sein, der noch in der Spätantike, möglicherweise sogar in Lauriacum selbst, entstanden ist.
Editionen der Passio Floriani
- Acta sanctorum Maii. Band I, Antwerpen 1680, S. 461–467.
- Bruno Krusch (Hrsg.): Scriptores rerum Merovingicarum 3: Passiones vitaeque sanctorum aevi Merovingici et antiquiorum aliquot (I). Hannover 1896, S. 65–71 (Monumenta Germaniae Historica, Digitalisat) (Einleitung S. 65–68, Text S. 68–71). Verbesserte Ausgaben 1903 und 1920.[7]
- Willibrord Neumüller: Der heilige Florian und seine Passio. In: Oberösterreichisches Landesarchiv (Hrsg.): Sankt Florian. Erbe und Vermächtnis. Festschrift zur 900-Jahr-Feier (= Hans Sturmberger, Herta Hageneder (Schriftleitung): Mitteilungen des oberösterreichischen Landesarchivs. Band 10). Böhlau, Wien/Köln/Graz 1971, S. 1–35 (Text der Passio S. 25–35; ooegeschichte.at [PDF]).
- Karl Rehberger: Passio Floriani – die Leidensgeschichte des heiligen Florian. In: Heidelinde Dimt (Red.), Land Oberösterreich (Hrsg.): Entflammt. Florian 2004. Katalog zu den Ausstellungen Enns – Lorch – St. Florian. Denkmayr, Linz 2004, S. 46–50 (lateinischer Text S. 46–48, neue deutschsprachige Übersetzung S. 48–50).

## Verehrung und Brauchtum

### Geschichte der Verehrung
Der Überlieferung der Passio Floriani nach wurde der heilige Florian an der Stelle des Stifts Sankt Florian in Oberösterreich beerdigt. Der Ort entwickelte sich im Hochmittelalter zum Wallfahrtsort. 1184 wurden Reliquien des Heiligen in die Stadt Krakau übertragen, wo sie im Dom einen Altar erhielten. Eine Verehrung ist bis zum Anbruch der Reformation in Österreich, Bayern, Böhmen, Polen und Ungarn nachzuweisen. Auch wenn Sankt Florian heute als Schutzpatron gegen die Gefahr des Feuers bekannt ist, wurde er ursprünglich gegen Wassergefahr angerufen, woraus sich das Feuer-Patronat entwickelt hat.

### Schutzpatron
Florian gilt als Schutzpatron

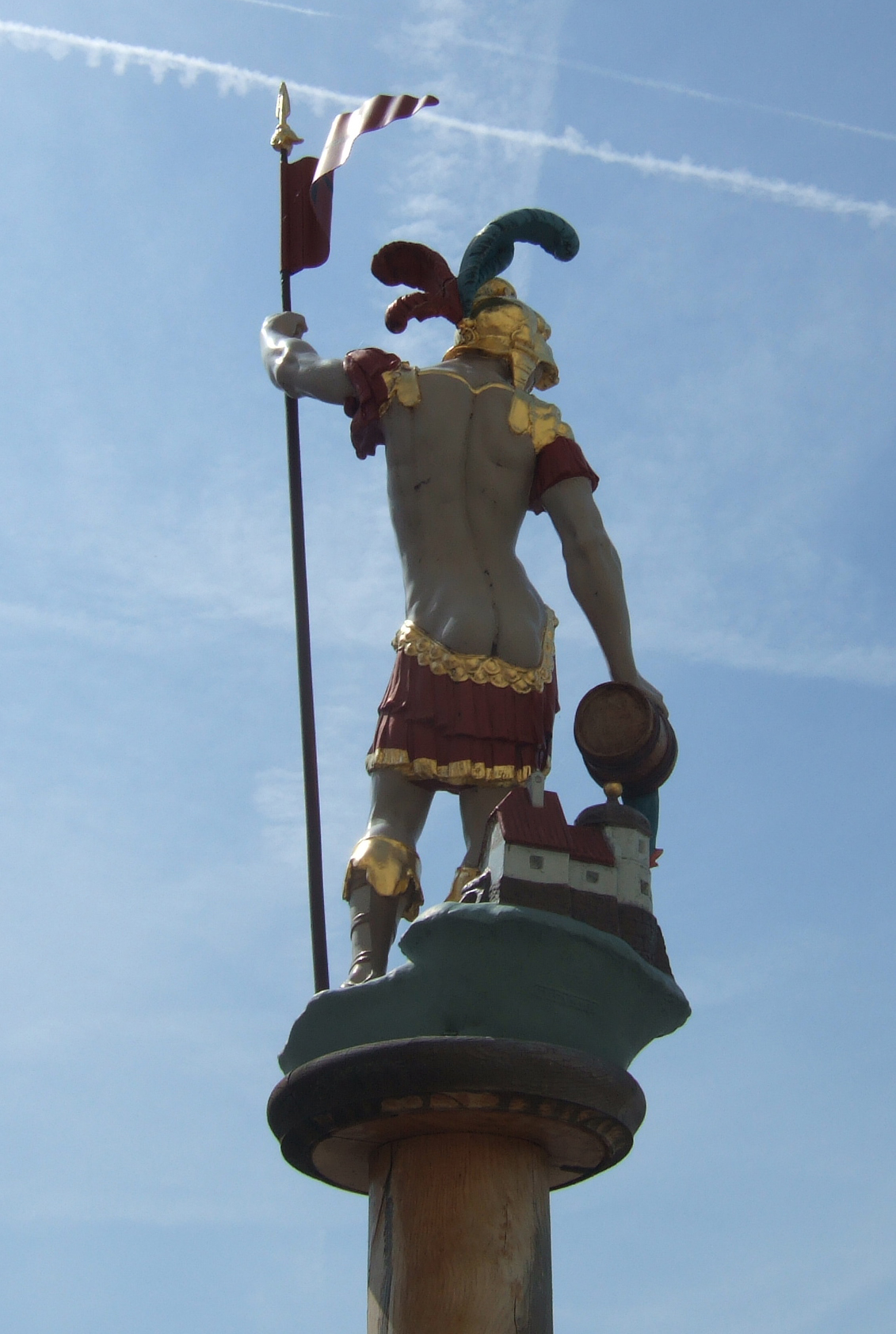
Skulptur des heiligen Florian mit entblößtem Gesäß (Fritzplatz, Bad Tölz)

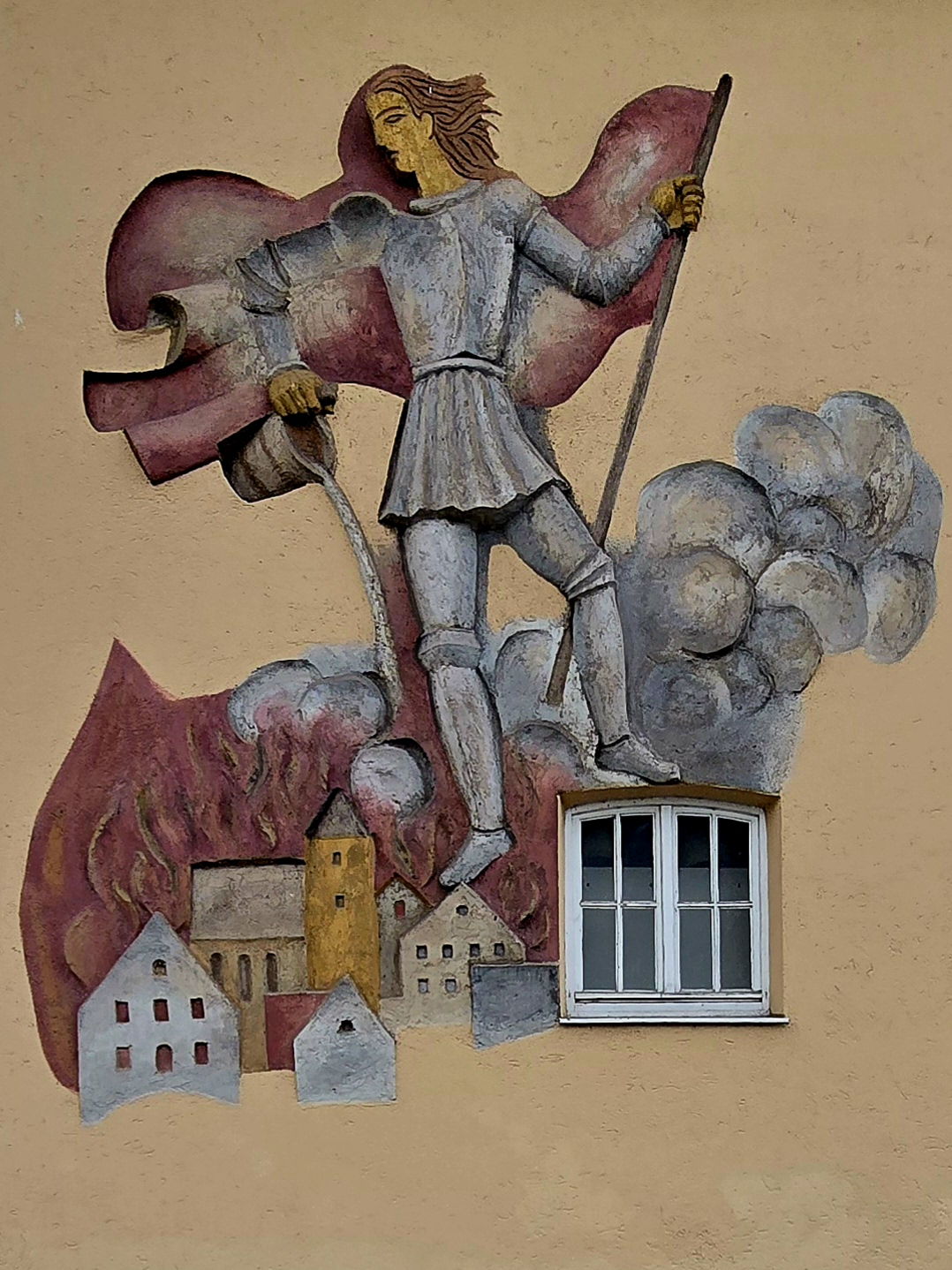
Florian-Relief (Feuerwehrhaus, Schwäbisch Gmünd)

- gegen Feuer und der Feuerwehr (daher auch die Bezeichnung Florianijünger oder Floriansjünger für Feuerwehrleute sowie der für Feuerwehr-Fixfunkstationen übliche Funkrufname „Florian“ in Kombination mit dem Ortsnamen der jeweiligen Feuerwehr – vielerorts ist es üblich zu seinem Gedenktag eine „Florianimesse“ zu halten, bei der die Feuerwehrleute in Ausgehuniform erscheinen)
- der Bäcker
- der Rauchfangkehrer/Schornsteinfeger
- der Bierbrauer
- der Gärtner
- der Böttcher
- der Töpfer
- der Schmiede (Nagelschmiedfahne Losenstein 1868)
- der Seifensieder
- von Polen (Reliquien von ihm befinden sich in Krakau)
- von Oberösterreich und Linz
- gegen Hochwasser, Feuer und Dürre,
- bei Brandwunden

Florian wird angerufen gegen Feuer- und Brandgefahren, Kämpfe, Stürme, Unfruchtbarkeit der Felder, große Dürre und Hochwasser.

### Ikonografie
Dargestellt wird Florian als römischer Legionär mit Fahne, Lanze oder Schwert und Schild, Wasserkübel oder Krug, mit einem brennenden Haus, manchmal mit Mühlstein am Hals als Marterwerkzeug. Ursprünglich stand der Wasserkübel für das Martyrium des Ertränkens, wurde aber im Laufe der Zeit durch das Hinzufügen des Hauses zum Symbol der Patronanz. Mitunter gibt es auch kuriose Darstellungsformen, wie der Floriansbrunnen in Bad Tölz oder Dorfen, die den Heiligen mit entblößtem Hintern zeigen.

### Gedenktag
Sein katholischer Gedenktag ist der 4. Mai. Es handelt sich dabei um einen nicht gebotenen Gedenktag im Allgemeinen Römischen Kalender. Bei den Feuerwehren in Österreich, Bayern und dem Saarland wird der Florianitag gefeiert. Seit dem Jahr 1971 ist der hl. Florian erster Patron der Diözese Linz. Neben dem hl. Leopold ist Florian seit 2004 auch Schutzpatron von Oberösterreich. An diesem Tag ist in Oberösterreich schulfrei.

### Bauernregel
Die dem Namenstag entsprechende Bauernregel lautet:
- Der Florian, der Florian, noch einen Schneehut tragen kann
- War’s an Ambrosius (4. April) schön und rein, wird’s an Florian um so wilder sein.